# Heteroconis dahli
Heteroconis dahli is een insect uit de familie van de dwerggaasvliegen (Coniopterygidae), die tot de orde netvleugeligen (Neuroptera) behoort. 
De wetenschappelijke naam Heteroconis dahli is voor het eerst geldig gepubliceerd door Enderlein in 1906.